# 가미카와정 (사이타마현)
가미카와정(일본어: 神川町 가미카와마치[*])은 일본 사이타마현 북서부에 위치한 고다마군의 정이다. 배의 특산지로 알려져 있다. 야마토타케루가 창건한 것으로 유명한 가나사나 신사가 있다. 2006년 1월 1일에 인접한 가미즈미촌과 합병해 새로운 가미카와정이 되었다.

## 지리
남쪽으로 지치부시, 지치부군 미나노정의 세 개의 시정의 범위가 겹치는 점에 조미네산이 우뚝 솟아 있다. 중부의 군마현 후지오카시와의 경계에 간나강이 흐르고 시모쿠보댐에 의해서 형성된 간나호가 있다.

## 역사
- 1889년 4월 1일 - 정촌제 시행으로 가미군 단조촌, 고다마군 아오야기촌, 와카이즈미촌의 3촌이 성립하였다.
- 1896년 3월 29일 - 가미군이 고다마군과 통합되어 고다마군 단조촌이 되었다.
- 1949년 12월 1일 - 와카이즈미촌이 와타라세촌과 아구하라촌으로 나뉘었다.
- 1954년 5월 3일 - 고다마군 단조촌, 아오야기촌이 합병해 가미카와촌이 성립하였다.
- 1954년 9월 1일 - 아구하라촌과 야노촌이 합병해 가미즈미촌이 되었다.
- 1957년 5월 3일 - 가미카와촌이 와타라세촌을 편입하였다.
- 1987년 10월 1일 - 가미카와촌이 정으로 승격해 가미가와정이 되었다.
- 2006년 1월 1일 - 가미카와정, 가미이즈미촌이 합병해 가미가와정이 성립하였다.

## 인구
| 연도 | 인구   | ±%     |
| ---- | ------ | ------ |
| 1920 | 10,750 | —      |
| 1930 | 10,523 | −2.1%  |
| 1940 | 11,171 | +6.2%  |
| 1950 | 13,834 | +23.8% |
| 1960 | 12,397 | −10.4% |
| 1970 | 11,425 | −7.8%  |
| 1980 | 12,012 | +5.1%  |
| 1990 | 13,564 | +12.9% |
| 2000 | 15,197 | +12.0% |
| 2010 | 14,469 | −4.8%  |

## 교통

### 철도
- 동일본 여객철도 하치코선

### 도로
- 국도 254호선(일본어판)
- 국도 462호선